# 光明记忆
《光明記憶》是一款由中國獨立工作室飛燕群島個人工作室（FYQD Personal Studio）開發並由Playism發行的章節式第一人稱射擊砍殺遊戲，其搶先體驗版《光明記憶：第一章》（Bright Memory - Episode 1）于2019年1月12日在Steam上公佈，並在隔年3月25日推出正式版本。遊戲的重製兼續集《光明记忆：无限》（Bright Memory: Infinite）于2021年在Microsoft Windows和Xbox Series X上發行。2025年1月18日在iOS和Android上發售。
《光明記憶》是由一位開發人員在業餘時間開發的，該遊戲在發布後受到評論家的大致好評。

## 游戏玩法
《光明记忆》是一款带有近战元素的第一人称射击游戏。玩家控制舒雅，除了使用枪支和剑之外，舒雅还拥有超自然能力，比如意念和能量爆炸。所有的攻击形式都可以根据需要进行组合，游戏将为创造性组合授予等级评分，类似于《鬼泣》。战斗会奖励经验值，可以用来增强角色的技能，并解锁更多的能力，如时间停止等。此外，一些区域有解谜问题。抢先体验版本的游戏时长大约一个小时，开发者宣布在2019年底之前还会添加两个小时的游戏时长，并在随后的几年里有更多的内容。

## 剧情
女主角舒雅（Shelia）是「超自然科學研究組織」（Science Research Organization，SRO）的調查員，奉命制止軍事組織「破碎身份」（Separate Apart Identity，SAI）的恐怖活動。自SRO在一次文物調查行動中從一把古老寶創上提取出能喚醒死者的物質後，SAI便企圖奪取這一物質，他們後來潛入SRO的研究所，修改傳送器的坐標來到一個位於北極，且充滿遠古生物的空中大陸。SRO為此派出舒雅，以阻止SAI的企圖，並調查箇中的真相。

## 开发
《光明记忆》由「FYQD」曾賢成使用虚幻引擎4在业余时间开发。在談到如何分配開發時間時，曾賢成表示《光明記憶》的前期規劃用時一年，劇本則花了15~20天構思和設計，而遊戲角色和動畫製作就花費了大約兩個月，其中關卡設計和場景美術佔了遊戲製作週期總體時長的70%左右，即八個月。至於之所以能將角色動畫時程式控制在2個月左右方面，曾賢成稱是因為其善用iPhone臉部動態捕捉工具、甲尚科技的iClone和Character Creator，以及Unreal Live Link等軟體，為他節省了大量花在遊戲角色的開發與動畫的時間與費用。
曾賢成在2017年发布了首个预告片，并通过Epic Games的虚幻引擎开发者补助计划获得了资金支持。2019年1月12日，抢先体验版本在全球发布。游戏支持Oculus Rift虚拟现实目镜。在同年12月18日中國江蘇省蘇州市蘇州國際博覽中心舉行的GTC CHINA論壇上，英偉達的共同創辦人兼執行長黃仁勳在主題演講以《光明记忆：无限》為例子，作其光線追蹤技術的演示。

### 素材盗用争议
2019年1月，曾賢成在新浪微博上发文承认，自己在没有取得授权的情况下，使用了一些其他游戏的素材，并对其进行了修改，但没有说明是哪些素材，也没有说明是来自哪些游戏。对此，曾賢成宣布将用游戏销售的资金聘请美术设计师，并与原权利人联系。

## 评价
《光明记忆》受到了业界的积极评价，评论员对游戏的机制、画面和娱乐价值给予了好评。但也有批评者认为游戏偶尔会出现错误，从中文翻译而来的说明几乎无法理解。然而《Rock, Paper, Shotgun》认为，这款游戏的外观和感觉都像一款大预算的射击游戏，与一些价格更高的游戏相比很有优势。由于游戏没有任何无尽模式，音乐和（仅中文）配音也受到了批评。